# 井上陽向大
井上 陽向大（いのうえ ひなた、2003年12月10日 - ）は、日本の俳優。福岡県出身。ワタナベエンターテインメント所属。同事務所の若手俳優ユニットWAVEのメンバー。

## 経歴
学生時代はサッカーに打ち込んでいた。ポジションはディフェンダー(センターバック)。
中学時代は佐賀県のサガン鳥栖U-15でプレーしていたが、U-18への昇格が叶わず、U-15時のチームメイト2人と石川県の星稜高校へ進学。高校3年時(2021年)のインターハイでベスト4という結果を残した。
高校卒業後、地元福岡県で社会人として就職したものの、高校時に観ていた映画『溺れるナイフ』を観返し、世界観や物語に惹かれ、演技の世界を目指し始めた。
2023年、『第36回ジュノン・スーパーボーイ・コンテスト』に出場するも、BEST70決定戦で敗退(BEST150)。その後『ワタナベ次世代オーディション2023』に参加し、審査員特別賞を受賞。ワタナベエンターテインメントに所属した。

## 人物
“陽向大”という名前には｢太陽に向かって大きく進んでいってほしい｣という意味が込められている。4人兄弟の次男で、兄弟全員の名前に“陽”の字が付いている。
趣味・特技はサッカー、スノーボード、ギター、絵を描くことなど。
休みの日は緑を見に行くようにしている。
憧れの俳優として、映画『溺れるナイフ』の主演を務めた菅田将暉を挙げている。

## 出演

### テレビドラマ
- ミス・ターゲット 第5話 (2024年5月19日、ABCテレビ・テレビ朝日系列) - 柴田 役[8][1]
- ビリオン×スクール 第3話 (2024年7月19日、フジテレビジョン ・フジテレビ系列)[9]
- モンスター 第4話 (2024年11月4日、カンテレ ・フジテレビ系列) - 佐伯 役[10]
- 犬系男子 (2025年3月22日、ABCテレビ) - 土佐陽向大 役[11]

### 配信ドラマ
- 被写界深度 (2025年6月20日 - 7月18日、FOD)[12] - 健太 役

### Webドラマ
- ショードラ『桃太郎と鬼』(2024年9月14日) - 犬山 役[13]

### 映画
- BADBOYS -THE MOVIE- (2025年5月30日)
- 代々木ジョニーの憂鬱な放課後 (2025年10月24日)

### WebCM
- 宝くじ公式チャンネル『クイックワン みんなでやろうよ、クイックワン』(2024年8月9日、YouTube)[14]

### イベント
- Watanabe Actors Star Fes（2024年11月16日、TFT ホール 1000) - WAVEとして[15]